# Euscelidia capensis
Euscelidia capensis là một loài ruồi trong họ Asilidae. Euscelidia capensis được Dikow miêu tả năm 2003. Loài này phân bố ở vùng nhiệt đới châu Phi.